# Muskowit

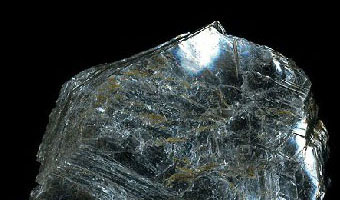
Muskowit

Muskowit – minerał z gromady krzemianów należący do grupy mik (łyszczyków). Minerał bardzo pospolity, szeroko rozpowszechniony.
Nazwa pochodzi od łac. vitrum muscoviticum = szkło moskiewskie, gdyż w przeszłości przezroczyste płyty muskowitu wkładano w otwory okienne w domach i na statkach. W tamtych czasach Moskwa była największym ośrodkiem, w którym handlowano muskowitem wydobywanym na Uralu.

## Właściwości
Muskowit tworzy kryształy o pokroju tabliczkowym, płytkowym lub krótkosłupowym. Często przyjmują postać pseudoheksonalną (sześcioboczną). Występuje w skupieniach zbitych, blaszkowych, łuskowych i rozetowych. Jest miękki, sprężysty i przezroczysty. Niekiedy zawiera: chrom – fuchsyt, mangan – alurgit, magnez i żelazo – fengit; a także sód, lit, wapń, tytan.
Zdarzają się w nim także wrostki cyrkonu, hematytu, rutylu. Niektóre minerały wykazują zjawisko asteryzmu w postaci sześcioramiennej gwiazdy.

## Występowanie
Muskowit jest pospolitym minerałem skałotwórczym. Występuje w skałach magmowych i metamorficznych. Znany jest także ze skał osadowych, gdzie występuje jako składnik allogeniczny, w postaci drobnych łusek i blaszek. W skałach magmowych pojawia się głównie w dwumikowych granitach i granodiorytach. W skałach wulkanicznych jest nieobecny. W utworach pegmatytowych kryształy muskowitu osiągają niekiedy znaczne rozmiary, tworząc złoża o znaczeniu gospodarczym. Muskowit jest również pospolitym składnikiem skał metamorficznych, głównie łupków łyszczykowych (mikowych) oraz gnejsów. Jest on ważnym komponentem materiału glebowego, gdzie występuje w postaci pojedynczych ziaren.
Miejsca występowania: Indie – okolice Madrasu, Andhra Pradesh, stan Bengal i Bihar, Rosja – Syberia, Ural, Kanada – Ontario, USA – Dakota Południowa, Connecticut, Kalifornia, Brazylia – Minas Gerais, Madagaskar, Australia – Tasmania, Włochy, Szwajcaria, Niemcy, Austria, Szwecja.
W Polsce – duże kryształy są spotykane w pegmatytach w okolicach Strzegomia, Dzierżoniowa, Strzelina, Szklar, na Pogórzu Izerskim i w Tatrach.

## Zastosowanie
- doskonały izolator elektryczny i termiczny,
- wykorzystywany przy produkcji gumy, papieru przemysłowego, tapet ściennych, tworzyw sztucznych, lakierów, ceramiki, okienek wziernikowych do pieców,
- dawniej używany zamiast szkła do szklenia okien.

Największe kryształy pochodzą z Indii – mają powierzchnię ok. 5 m² i wagę ok. 25 ton, a największy pozyskany okaz miał masę ok. 85 ton. Ogromne płyty muskowitu spotykane są też w Kanadzie.